# Северни патуљасти хрчак
Северни патуљасти хрчак (лат. Baiomys taylori, рус. Северный карликовый хомячок) је врста глодара из породице хрчкова (лат. Cricetidae).

## Распрострањење
Врста је присутна у следећим државама: Сједињене Америчке Државе и Мексико.

## Станиште
Станишта врсте су шуме, саване, умерено травнати екосистеми, саване и жбуновита вегетација и пустиње.

## Угроженост
Ова врста је наведена као последња брига, јер има широко распрострањење и честа је врста.